# Langila
Pour l'argot, voir Lingala.
Le Langila est un volcan de Papouasie-Nouvelle-Guinée. Il est constitué de quatre cônes volcaniques situés sur le flanc oriental d'un volcan éteint, le Talawe, situé à l'extrémité occidentale de l'île de Nouvelle-Bretagne.

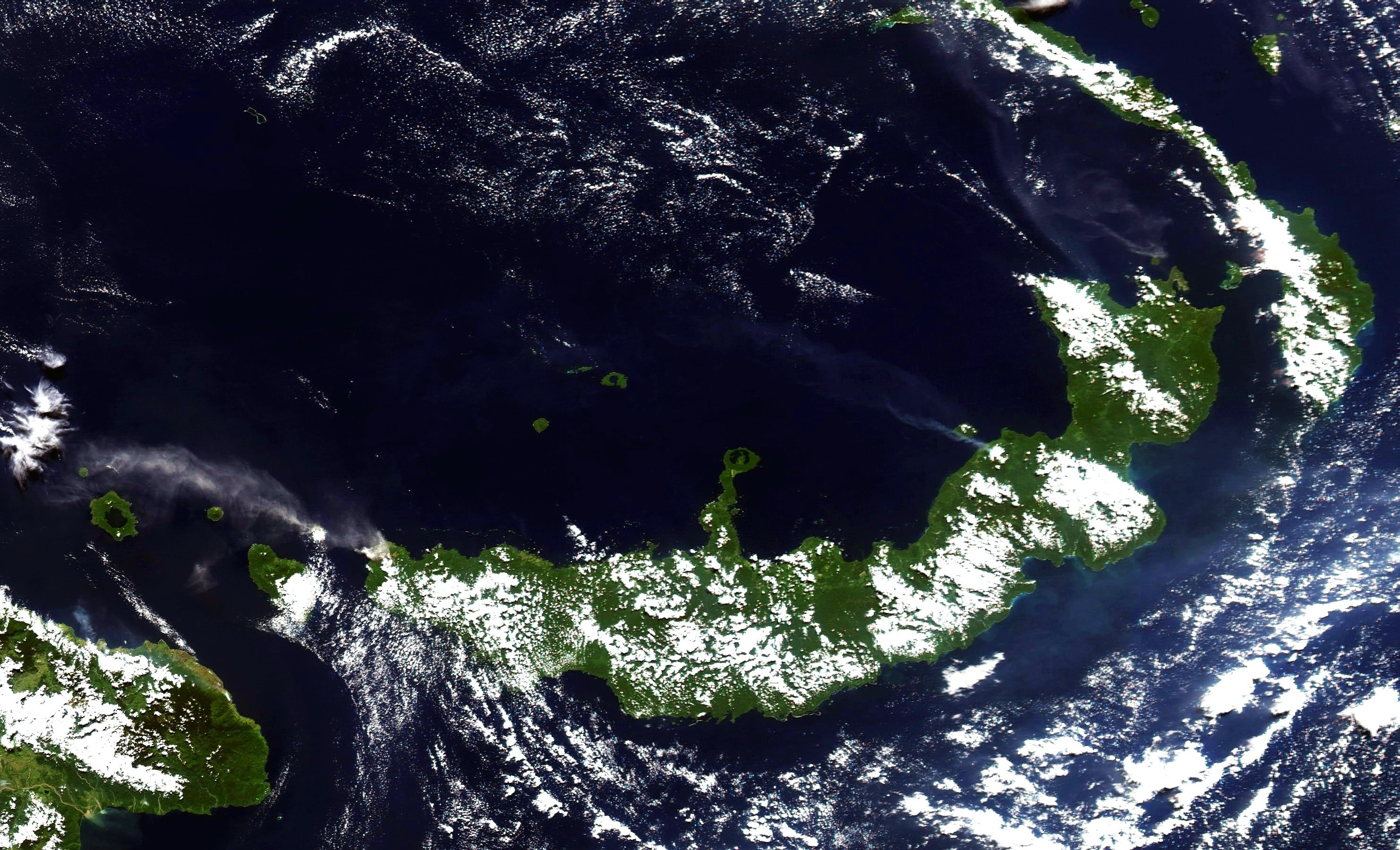
Image satellite de la Nouvelle-Bretagne le 21 juin 2005 avec un panache volcanique s'élevant au-dessus de la mer de Bismarck depuis le Langila (sur la gauche de l'image).
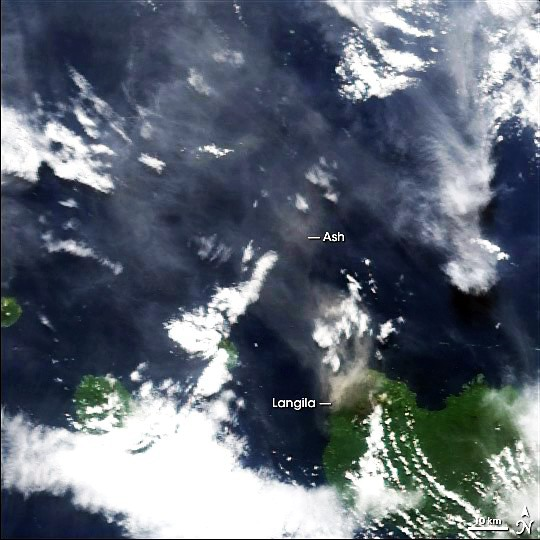
Image satellite d'un panache volcanique s'élevant au-dessus de la mer de Bismarck depuis le Langila le 13 juin 2005.